# Información perfecta
En teoría de juegos, un juego de información perfecta es aquel en que los jugadores conocen todo lo que podrían desear conocer acerca de lo que ha sucedido desde el principio del juego cuando tienen que realizar un movimiento hasta el momento. 
Los juegos de información perfecta son un pequeño subconjunto de los juegos. En este  tipo de juego cada conjunto de información contienen un solo nodo.
El ajedrez es el ejemplo más conocido de este tipo de juegos. El Parchís o el Monopoly son también juegos de información perfecta pero con un componente de azar, ya que es necesario lanzar un dado.

## Forma extensiva (modelo matemático)[2]
Define una serie de premisas o reglas por la que se rige el juego:

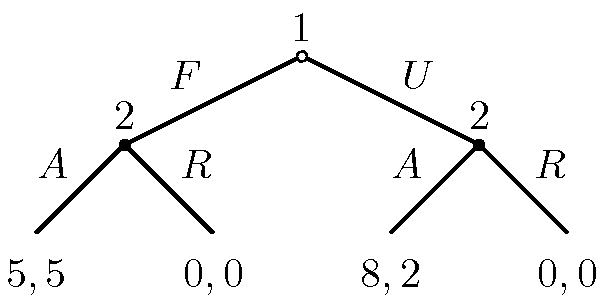
Figura 1. Representación de un árbol en forma estensiva. (Imagen del artículo Teoría de juegos)

- La sucesión ordenada de decisiones que toman los jugadores.
- Qué información se posee en cada instante en base al juego actual.
- Modos de afrontar una decisión(o alternativas ante un movimiento).
- Qué final puede sucederse dependiendo de qué opciones haya tomado cada jugador en el juego.

### Elementos
- El propio árbol es un nodo inicial(padre) del cual descienden nodos(hijos), hasta llegar hasta los últimos descendientes.
- Cada nodo es asignado a cada jugador, de modo que ningún jugador tenga un nodo de otro.
- A cada jugador se le es asignado una acción.
- La asignación de recompensas se añadirá en los nodos finales o últimos descendientes.

### Explicación y desarrollo matemático
El juego se desarrolla mediante una serie de estrategias, que dependiendo de unos factores u otros (entre los que se encuentra la información perfecta), los jugadores escogerán un camino u otro.
Si suponemos un juego en el que existen dos jugadores (Jugador 1 y Jugador 2), dónde el árbol del juego es el de la figura 1, podemos crear la siguiente tabla de estrategias posibles por ambos jugadores:
Consideramos {\displaystyle F=L1} y {\displaystyle A=L2} los caminos o ramas desde nodo a su nodo izquierdo descendiente. Lo mismo con {\displaystyle U=R1} y {\displaystyle R=R2}, pero hacia la derecha.
Una vez considerado esto como los posibles caminos que pueden tomar los jugadores, procedemos a visualizar las jugadas que pueden realizar ambos jugadores:
{\displaystyle Jugador\quad 1:\quad L1,R1}
Esto es que el jugador 1 solamente se puede mover por dos caminos basándonos en este modo de juego. 
{\displaystyle Jugador\quad 2:\quad (L2,L2),(L2,R2),(R2,L2),(R2,R2)}
El jugador 2 tiene más posibles caminos que elegir, ya que dispone de la información perfecta sobre las jugadas del jugador 1, y por tanto dispone de estas combinaciones de tiradas.
De estas estrategias se puede extrapolar la siguiente tabla:
| {\displaystyle Caminos} | {\displaystyle (L2,L2)} | {\displaystyle (L2,R2)} | {\displaystyle (R2,L2)} | {\displaystyle (R2,R2)} |
| {\displaystyle L1}      | {\displaystyle 5,5}     | {\displaystyle 5,5}     | {\displaystyle 0,0}     | {\displaystyle 0,0}     |
| {\displaystyle R1}      | {\displaystyle 8,2}     | {\displaystyle 8,2}     | {\displaystyle 0,0}     | {\displaystyle 0,0}     |

En esta tabla L1 coincide con la primera coordenada(primer camino) de las combinaciones del jugador 2. De la misma manera, R2 coincide con la segunda.
Con esta tabla podemos diferenciar entre un tipo de juego parecido al de información perfecta, el de información imperfecta. Se puede deducir que hay más soluciones, ya que es dinámico y presenta más información y posibilidades que el mencionado.

### Soluciones
Hay dos tipos de soluciones:
- Inducción hacia atrás: Consiste en buscar los nodos antecesores de los finales y determinar que acción maximiza la recompensa del jugador del nodo antecesor.

- Equilibrio de Nash perfecto en juegos(ENPS): Extiende la definición del equilibrio de Nash para juegos dinámicos.

## En otros Campos
En Economía de la Información la información perfecta modifica al alza o a la baja el precio de intercambio. Se demanda más información cuando el beneficio de su utilización es superior o igual al coste de su obtención. Cuando todos los agentes están perfectamente informados existe un incentivo para dejar de estarlo y realizar el intercambio observando el precio. Si por el contrario, todos están desinformados, existirá un beneficio o incentivo para pagar el coste de la información.